# Kurbelwange
Kurbelwangen sind Teile einer Kurbelwelle. Sie sind die radialen Kurbelarme zwischen den untereinander parallelen Wellenzapfen und Kurbelzapfen einer mehrfach gekröpften, i. d. R. in Kolbenmaschinen für mehrere in Reihe angeordneter Kolben verwendeten Kurbelwelle. Jede Kurbel wird von zwei Kurbelwangen gebildet. In Gegenrichtung zum Kurbelzapfen sind die Wangen verlängert. Mit der Masse dieser Verlängerungen (Gegengewichte) wird die Kurbelwelle ausgewuchtet.
Aus Platzgründen (die Kurbelwelle erhält fast immer zwischen allen Einzel-Kurbeln einen Wellenzapfen) haben die Kurbelwangen meistens einen flachen Querschnitt, sie sind scheibenförmig.
Der Begriff Kurbelwange wird unabhängig davon verwendet, ob die Kurbelwelle aus Einzelteilen (eins davon ist die Kurbelwange) zusammen gebaut oder als Ganzes durch Schmieden oder Gießen hergestellt wird.

## Beispiele langer Kurbelwellen, mehrfach mit Kurbelwangen versehen

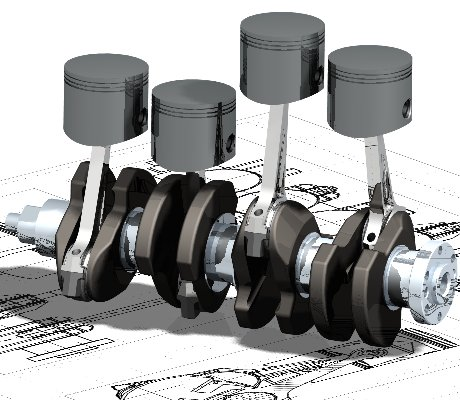
Zusammen gebaute Kurbelwelle mit Pleueln und Kolben. Die schwarz gefärbten Teile sind die Kurbelwangen.

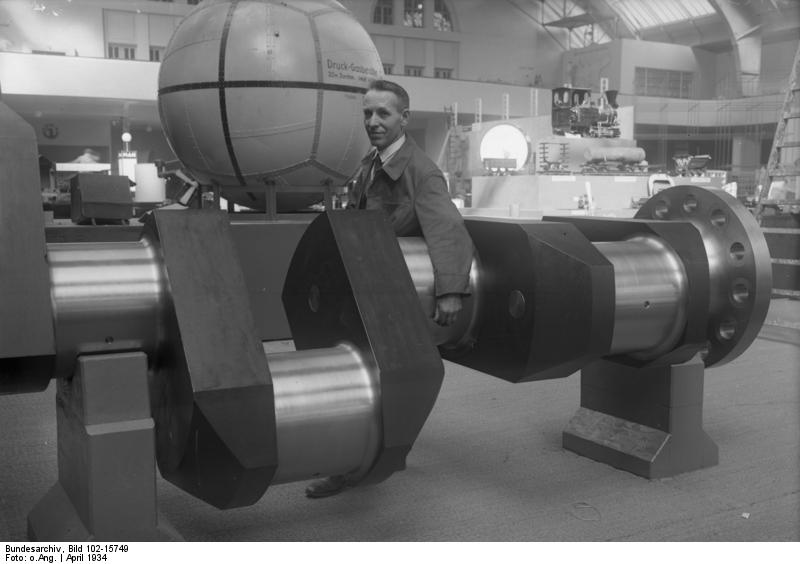
Geschmiedete Schiffsmotor-Kurbelwelle (Langsamläufer, deshalb Verzicht auf Gegengewichte an den Kurbelwangen)

## Beispiel einer einzeln verwendeten Kurbelwange

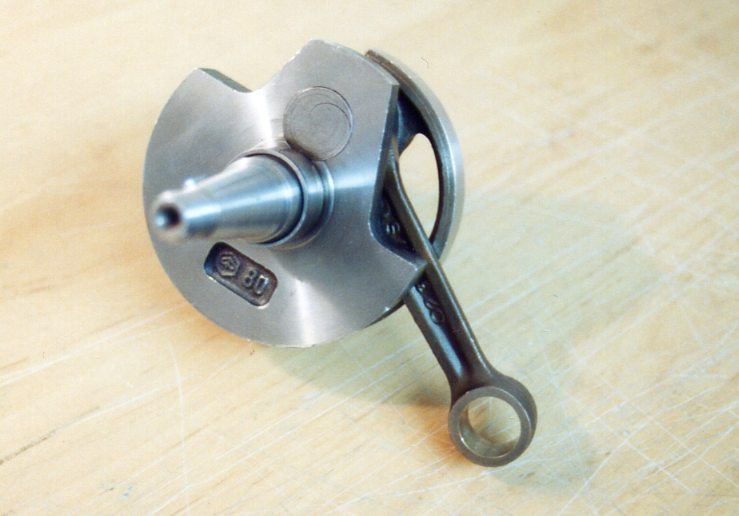
Kurbelwange mit Pleuel. Die dem Pleuelzapfen (ganz oben, verdeckt) gegenüberliegende Seite ist besonders ausgeprägt als Gegengewicht zur Unwuchtvermeidung ausgebildet.